# Robert Hanell
Robert Hanell (Tschoschl (thans Stráž in Křimov), 2 maart 1925 - Fredersdorf-Vogelsdorf, 14 maart 2009) was een Tsjechisch dirigent en componist.
Hanell was sinds 1943 in Teplitz koorrepetitor en koordirigent. In 1944 werd hij muziekdirigent in Meiningen. In 1945 - 1948 was Hanell muziekleider in het Zwickauer Theater en van 1948 tot 1950 in het Theater Gera. In 1952 werd hij stadsmuziekdirecteur van Görlitz en in 1955 eerste kapelmeester aan de Komischen Oper Berlin. In 1965 werd Hanell hoofddirigent van de Großen Rundfunkorchesters Berlin. Daarnaast was hij ook gastdirigent aan de Berliner Staatsoper, het Opernhaus Leipzig, de Staatsoper Dresden en het Opernhaus Chemnitz.
In 1981 kreeg Hanell de Goethepreis der Stadt Berlin .

## Werken (selectie)
- Die Bettler von Damaskus, 1944[1], 1947[2]
- Cecil, kameropera 1946
- Die Gnomenwette, sprookjesopera 1948,[1] 1949[2]
- Die Spieldose, opera in 2 bedrijven, libretto van Robert Hanell naar het toneelstuk van Georg Kaiser, Erfurt 1957
- Dorian Gray, opera 9 beelden met 8 tussenspelen, libretto van Robert Hanell naar Oscar Wilde, UA Dresdner Staatsoper 9 juni 1962
- Oben und unten, UA Magdeburg 1964
- Esther, opera in 2 bedrijven, libretto van Günther Deicke, UA Staatsoper Berlin 10 oktober 1966
- Griechische Hochzeit, UA Leipzig 31 mei 1969
- Fiesta, UA Weimar 1974
- Reise mit Joujou, UA Landesbühnen Radebeul 9 oktober 1976
- Babettes grüner Schmetterling, 1984